# Korpus Semena Urusowa
Korpus Semena Urusowa (zwanym też korpusem moskiewskim) - korpus wojsk rosyjskich okresu połowy XVII wieku. Jesienią 1655, podczas wojny polsko-rosyjskiej (1654-1667), korpus pokonał siły litewskie pod Brześciem i Wierzchowicami.

## Skład
- Pułk Semena Urusowa
  - 14 sotni jazdy bojarskiej - 1 033 ludzi
  - 1 sotnia kozakow służebnych - 323 ludzi
- Pułk kniazia Jurija Barianickiego
  - 8 sotni jazdy bojarskiej - 712 ludzi
  - 2 sotnie kozakow służebnych - 257 ludzi
- Pułk płk. Martina Korchichela - złożony z rekrutow z rejonu Ołoniecka, 1200 ludzi
- Pułk płk. Iwana Swana - ok. 600-700 ludzi w 5 kompaniach